# Дејан Петровић
Дејан Петровић (Дубоко, Ужице, 1985) српски је трубач, извођач српске традиционалне музике, често укомпоноване са модерним звуцима.

## Биографија
Рођен је 1985. године у селу Дубоком, код Ужица, у породици музичара, као наследник познатог српског трубача, Миће Петровића, заједно са братом Дарком као четврта генерација трубача. Трубу је први засвирао Дејанов прадеда Танасије, кога је наследио Данило, а Данила син Мићо. Дејан је у својој шестој години, први пут засвирао на позорници, а већ као дванаестогодишњак је имао свој, млади оркестар. Са шеснаест година остаје без оца и само са пуно труда и залагања, уз помоћ и подршку брата Дарка и осталих чланова бенда, осваја престижне награде. На Сабору трубача у Гучи, 2006. године, постаје најмлађи добитник „Мајсторског писма”, као најпрестижнију награду на овом такмичењу.

## Млади оркестар
Са оркестрима Дејан Петровић почиње да наступа од 1996. године, чији је оснивач и ментор био Мића Петровић. На челу са Дејаном Петровићем, група голобрадих дечака, од свог првог учешћа на такмичењу, креће са освајањем награда и започиње дуг пут ка врху. Било је потребно пет година да оркестар стаса и да напусти надметања у конкуренцији младих такмичара. Од 2001. године, Оркестар Дејана Петровића, препознатљивог звука и имиџа, стоји чврсто утемељен у самом врху српске трубачке сцене.

## 
У пролеће 2006. године Дејан Петровић, решен да изађе из колотечине и направи нешто другачије, започиње рад са својим оркестром, мало измењене концепције. Тачније, првобитној постави дувачких инструмената прикључују се клавијатура, бубањ, перкусије и женски вокал, када настају први кораци Биг Банд-а и стварање потпуно новог звука. Дебитантски наступ био је већ у јесен исте године на „Етно Фест”-у, у Новом Саду. Са радом се наставило, неки чланови су се изменили, али је остао добар звук и оно по чему је овај бенд препознатљив.
Екипи се 2007. године прикључују гитара и мушки вокал, а убрзо за тим одржава се и први „Кустендорф Фестивал”, где је бенд требало да наступи. Тек од тог наступа и појављивања у Дрвенграду креће прави успон Биг Банд-а. Дејан Петровић Биг Банд сада у својој постави има још и бас гитару, бројне наступе иза себе и све потенцијале да осваја публику широм света.
Пошто су, такорећи, освојили све награде које су могли, Дејан са својим оркестром, 2010. године одлучује да прекине са такмичењем на Сабору и тако уступи место новим, младим оркестрима. Широм света је познат по извођењу српске традиционалне музике, коју често комбинује са тотално супротним, модерним елементима и да поред ауторске музике коју ради са својим бендом, у репертоару имају мноштво страних обрада и интернационалних нумера чија је интерпретација веома аутентична, захваљујући самој концепцији бенда, односно споју инструмената који га чине.
Учествовао је на свим већим, домаћим, музичким фестивалима и небројено пута је представљао Србију, на разним светским сајмовима, спортским и културним догађајима, фестивалима, и то увек са великим успехом. Наступали су у Лондону, Торонту, Москви, Атини, Солуну, Милану, Торину, Трсту, Бриселу, Прагу, Цириху, Скопљу, Софији, Букурешту, Љубљани, Сарајеву и другим светским градовима. У дворанама – велики концерт у Сава центру, у Београду, затим у београдској Арени и хали Миленијум у Вршцу. На градским трговима у Неготину, Краљеву, Бања Луци, Свилајнцу, Параћину, а веома успешни концерти су били на фестивалима Гуча и Беер фест, у Србији.

## Награде и признања Сабора у Гучи
- Најбољи оркестар – 1998/2000/2003/2010.
- Други оркестар – 2005/2006.
- Најизворније музицирање – 2002.
- Златна труба – 2005/2009/2010.
- Мајсторско писмо – 2006.
- Друга труба – 2008.
- Прва труба – 1999/2009.
- Прва труба Међународног такмичења трубача – 2010.

## Дискографија
- Оркестар Дејана Петровића
- Ружа ветрова
- Удахни дубоко
- Труба Либре